# 花目町
花目町（はなめちょう）は、愛知県名古屋市瑞穂区の地名。現行行政地名は花目町1丁目及び花目町2丁目。住居表示未実施地域。

## 地理
名古屋市瑞穂区南西部に位置する。東は佃町、西は堀田通、南は苗代町、北は惣作町に接する。

## 歴史

### 町名の由来
瑞穂町の小字名「花目」による。江戸時代は「花免」とも書かれた。「花目」とは「端目（はなめ）」のことで、本井戸田村と熱田神領の境界を表すのだという。「端」に「花」の字をあてたのは佳字であるためと推測される。

### 行政区画の沿革
- 1945年（昭和20年）9月26日 - 瑞穂区瑞穂町字惣作・花目・佃の各一部により、同区花目町1〜2丁目として成立[10]。
- 1990年（平成2年）11月5日 - 1丁目の一部が住居表示の実施に伴い、苗代町に編入される[11]。

## 世帯数と人口
2019年（平成31年）3月1日現在の世帯数と人口は以下の通りである。
| 町丁   | 世帯数  | 人口  |
| ------ | ------- | ----- |
| 花目町 | 112世帯 | 231人 |

### 人口の変遷
国勢調査による人口の推移
| 1950年（昭和25年） | 1,091人 | [ 12 ] |  |
| 1955年（昭和30年） | 1,125人 | [ 12 ] |  |
| 1960年（昭和35年） | 1,086人 | [ 13 ] |  |
| 1965年（昭和40年） | 954人   | [ 13 ] |  |
| 1970年（昭和45年） | 794人   | [ 14 ] |  |
| 1975年（昭和50年） | 680人   | [ 14 ] |  |
| 1980年（昭和55年） | 583人   | [ 15 ] |  |
| 1985年（昭和60年） | 477人   | [ 15 ] |  |
| 1990年（平成2年）  | 466人   | [ 16 ] |  |
| 1995年（平成7年）  | 250人   | [ 17 ] |  |
| 2000年（平成12年） | 211人   | [ 18 ] |  |
| 2005年（平成17年） | 204人   | [ 19 ] |  |
| 2010年（平成22年） | 186人   | [ 20 ] |  |

## 学区
市立小・中学校に通う場合、学校等は以下の通りとなる。また、公立高等学校に通う場合の学区は以下の通りとなる。
| 番・番地等 | 小学校               | 中学校               | 高等学校 |
| ---------- | -------------------- | -------------------- | -------- |
| 全域       | 名古屋市立堀田小学校 | 名古屋市立田光中学校 | 尾張学区 |

## その他

### 日本郵便
- 郵便番号 : 467-0837[4]（集配局：瑞穂郵便局[23]）。